# Rage 2
Rage 2 è un videogioco sparatutto in prima persona sviluppato da Avalanche Studios. Supervisionato da id Software e pubblicato da Bethesda Softworks, il gioco è il sequel di Rage. È uscito per Microsoft Windows, PlayStation 4 e Xbox One il 14 maggio 2019.

## Modalità di gioco
Il gioco è uno sparatutto in prima persona. I giocatori prenderanno il controllo del ranger Walker, il quale è libero di esplorare un mondo post-apocalittico open world. I giocatori avranno accesso a varie armi da fuoco modificabili per combattere contro i nemici, sarà possibile massimizzare ulteriormente la potenza di queste armi attivando la modalità Overdrive, che aumenterà anche le ricompense del gameplay. Le nanotriti del primo gioco, che agiscono come poteri speciali e abilità potenziate, possono essere utilizzate anche per aumentare l'efficienza di combattimento. Il gioco offre anche combattimenti veicolari, con il giocatore in grado di guidare qualsiasi veicolo nel mondo del gioco.

## Premessa
Nel gioco, i giocatori si troveranno nei panni dell'ultimo ranger, Walker, che deve sopravvivere in un mondo abitato da pericolosi mutanti dopo essere stato colpito da un asteroide. Il gioco sarà ambientato 30 anni dopo agli eventi del primo capitolo; vi saranno sia personaggi già conosciuti che nuovi.

## Sviluppo
Il gioco è uno sviluppo congiunto tra Avalanche Studios e id Software, la quale ne ha supervisionato lo sviluppo e ne ha influenzato la realizzazione, soprattutto per quanto concerne la componente shooter. Interessati a realizzare un sequel della loro creatura Rage, ma già impegnati nello sviluppo di Quake Champions e Doom Eternal, id ha selezionato Avalanche Studios come team di sviluppo di Rage 2, impressionata dal lavoro di Avalanche su Just Cause 3. Rage 2 utilizza il motore di gioco Apex di Avalanche Studios invece di id Tech. Il motore Apex ha permesso al team di creare ambienti interni dettagliati e ampi spazi all'aperto.
Un sequel a Rage è stato accennato da Pete Hines di Bethesda, il quale credeva che sia Rage che The Evil Within avevano venduto abbastanza da meritare dei sequel. A metà maggio 2018, alcune voci sul sequel sono stati alimentate quando il sito web Walmart Canada aggiornò la sezione dei videogiochi con diversi titoli non ancora annunciati, in cui era incluso Rage 2. Bethesda ha rivelato, formalmente, Rage 2 il 14 maggio 2018 con un teaser trailer e un gameplay trailer il giorno seguente. Il gioco è uscito per Microsoft Windows, PlayStation 4 e Xbox One il 14 maggio 2019.